# Polyrhachis pirata
Polyrhachis pirata is een mierensoort uit de onderfamilie van de schubmieren (Formicinae). De wetenschappelijke naam van de soort is voor het eerst geldig gepubliceerd in 2009 door Sorger & Zettel.